# Vishniakí (Rusia)
Vishniakí (del ruso: Вишняки) es un posiólok del raión de Dinskaya del krai de Krasnodar del sur de Rusia. Está situado en las llanuras de Kubán-Priazov, 11 km al sur de Dinskaya y 17 km al nordeste de Krasnodar, la capital del krai. Tenía 641 habitantes en 2010.
Pertenece al municipio Michurinskoye.